# Бондарка
Бонда́рка — село в Каргасокском районе Томской области, Россия. Входит в состав Каргасокского сельского поселения.

## География
Село расположено на правом берегу реки Васюган, вытянувшись вдоль её русла. С востока мимо Бондарки проходит автомобильная трасса, расстояние по ней до райцентра составляет около 5 км на восток.

## Население
| 2002 | 2010 | 2012 | 2013 | 2014 | 2015 | 2021 |
| ---- | ---- | ---- | ---- | ---- | ---- | ---- |
| 232  | ↘201 | ↘193 | ↘192 | ↘189 | ↗193 | ↘149 |

## Социальная сфера и экономика
В селе есть библиотечно-досуговый центр и фельдшерско-акушерский пункт. Ближайшая школа — в Каргаске.
Основу экономической жизни составляют сельское хозяйство и розничная торговля.